# چکاوک بیشه هندوچینی
چکاوک بیشه هندوچینی (نام علمی: Mirafra erythrocephala) نام یک گونه از سرده جل‌ها است.